# Santiago Challenger 2000
Il Santiago Challenger 2000 è stato un torneo di tennis facente parte della categoria ATP Challenger Series nell'ambito dell'ATP Challenger Series 2000. Il torneo si è giocato a Santiago in Cile dal 6 al 12 novembre 2000 su campi in terra rossa.

## Vincitori

### Singolare
Diego Moyáno ha battuto in finale  Sebastián Prieto con il punteggio di 6–3, 6–2

### Doppio
Irakli Labadze /  Dušan Vemić hanno battuto in finale  Joan Balcells /  Germán Puentes con il punteggio di 6–3, 6–4